# 干沙路·卡斯度
贡萨洛·卡斯特罗·兰东（西班牙語：Gonzalo Castro Randón；1987年6月11日—）是一名西班牙裔德國足球運動員，擔任中場。

## 外部連結
- Player profile - kicker.de （页面存档备份，存于）
- Leverkusen who's who （页面存档备份，存于）
- Fussballdaten.de 卡斯度數據 （页面存档备份，存于） （德文）

1. ↑  .   [2018-07-02]. （原始内容存档于2018-07-02）.